# Moltkedenkmal (Parchim)

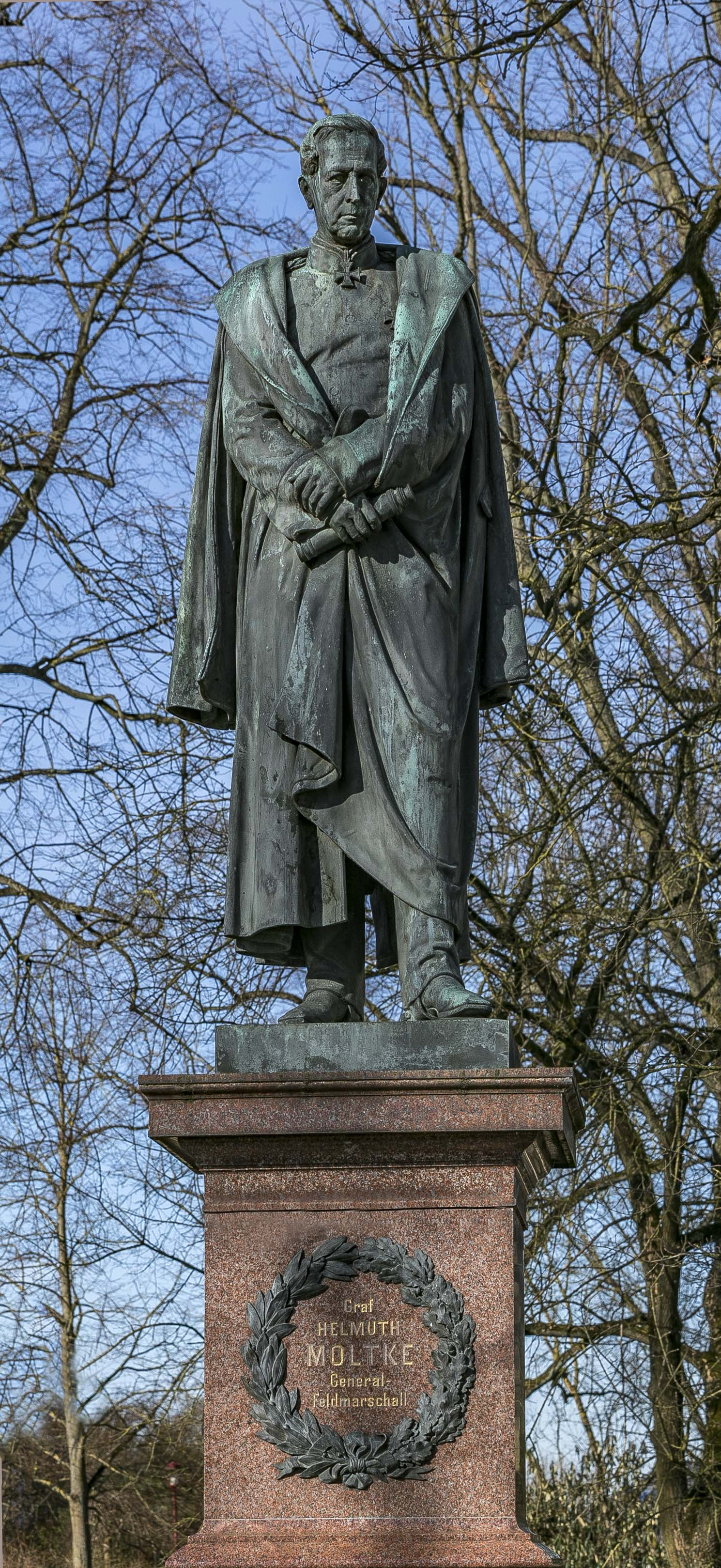
Moltkedenkmal in Parchim (2021)

Das Parchimer Moltkedenkmal ist das älteste Moltkedenkmal Deutschlands. Es wurde 1876 noch zu Lebzeiten von Helmuth von Moltke eingeweiht und blieb bis heute unverändert erhalten.

## Vorgeschichte
In einer privat einberufenen Sitzung des Parchimer Bürgerausschusses am 11. Februar 1871 stellte der Advokat Sommer den Antrag zur Errichtung eines Standbildes zu Ehren Helmuth von Moltkes. Hintergrund dieses einstimmig beschlossenen Antrages ist der nach der Einnahme von Paris am 28. Januar 1871 siegreiche Ausgang des Deutsch-Französischen Krieges mit der bereits am 18. Januar 1871 erfolgten Ausrufung des (zweiten) Kaiserreiches und der damit verbundenen Kaiserkrönung von Wilhelm I. im Spiegelsaal von Versailles. Moltke, der neben Otto von Bismarck und Albrecht von Roon als „Reichseiniger“ gefeiert wurde, war am 26. Oktober 1800 in Parchim geboren worden. Bereits am 14. Februar 1871 empfing Großherzog Friedrich Franz II. (Mecklenburg) die Parchimer Deputierten und sicherte seine Unterstützung zu. Daraufhin formierte sich ein Denkmalausschuss. Neben 24 Honoratioren aus Parchim waren auch Personen aus Schwerin und Berlin Mitglieder, darunter der Kunsthistoriker Friedrich Eggers, der Direktor der Berliner Bauakademie Richard Lucae und Bildhauer Ludwig Brunow. Nach Bekanntmachung des Denkmalprojektes begannen auch die Sammlungen zur Finanzierung der geplanten Kosten von 60.000 Reichsmark. Spendenaufrufe wurden außer in Mecklenburg und dem übrigen Deutschland auch in London, Moskau und St. Petersburg veröffentlicht und zeigten schnell den erhofften Erfolg. Großherzog Friedrich Franz II. gab 2.000 Taler (6.000 Mark) und stellte aus im Krieg erbeuteten französischen Kanonen 33 Zentner Bronze für den Guss zur Verfügung.

## Beschreibung

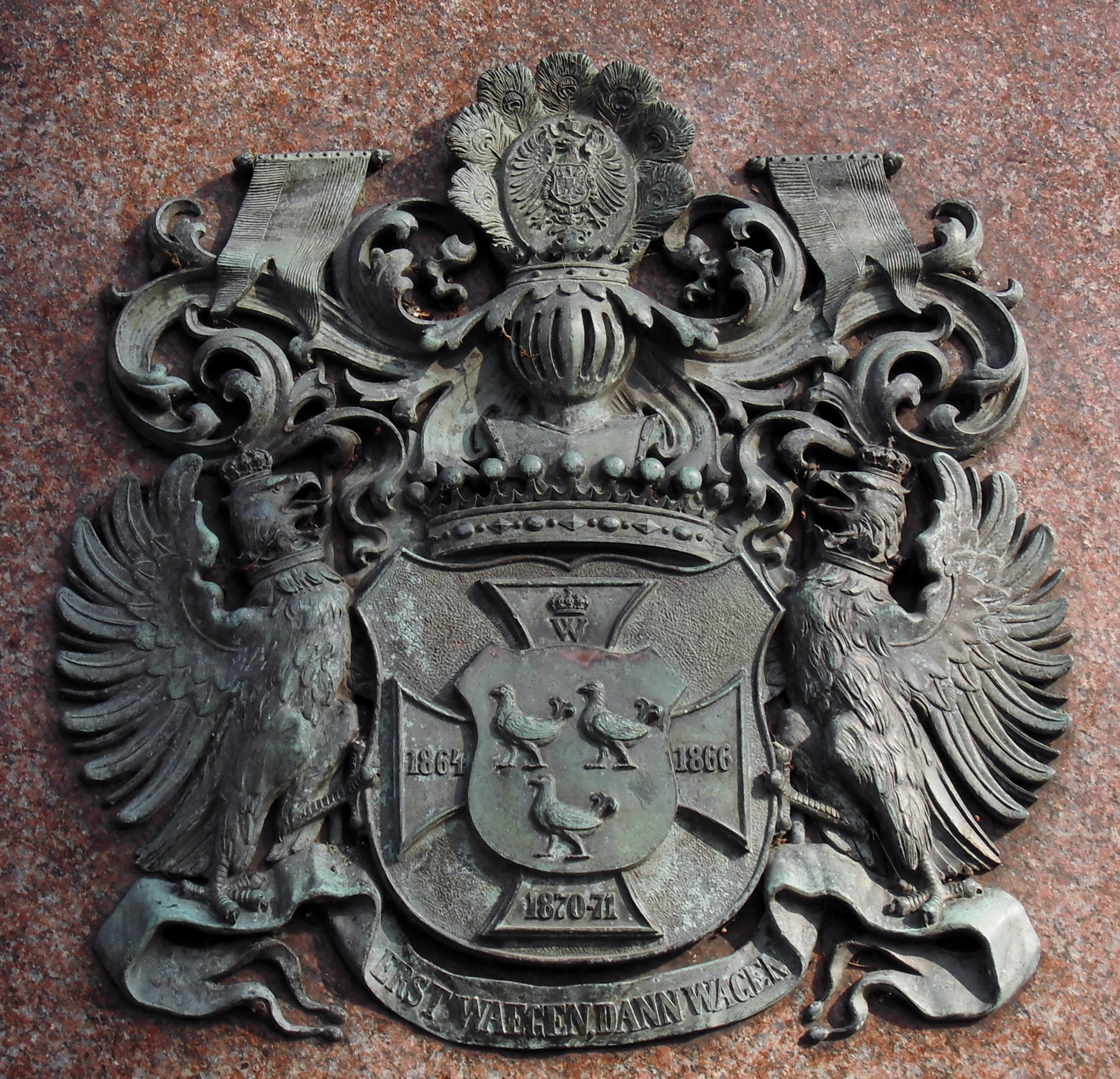
Moltkes Familienwappen

Das Denkmal zeigt das ca. 2,70 m hohe Bronzestandbild von Helmuth von Moltke d. Ä. Der Generalfeldmarschall steht in ruhiger Pose, das linke Bein leicht vorgesetzt. Die Arme sind vor dem Körper verschränkt und halten den über der Uniform getragenen offenen Mantel zusammen, die Rechte hält gleichzeitig eine Schriftrolle. In großer Porträtähnlichkeit ist der Kopf des „Großen Schweigers“, wie Moltke oft charakterisiert wird, modelliert. Der hohe, auf drei Stufen ruhende Sockel aus rotem (schwedischen) Granit ist zweistufig gegliedert. Auf der Vorderseite ist ein bronzener Eichenkranz angebracht, worin in Goldschrift folgende Inschrift zu lesen ist: Graf / HELMUTH / MOLTKE / General- / Feldmarschall, die Rückseite zeigt ebenfalls in Bronze das große Familienwappen mit dem Wahlspruch ERST WÄGEN, DANN WAGEN.

## Weiterer Werdegang
Der Bildhauer Ludwig Brunow, der 1843 nur wenige Kilometer östlich von Parchim in Lutheran geboren wurde, verfasste am 24. Februar 1871 ein diplomatisch sehr geschicktes Bewerbungsschreiben. Er hatte erst kurz zuvor sein Studium an der Kunstakademie Berlin beenden müssen und hoffte als Mecklenburger und noch weitgehend unbekannter Künstler darauf, nun seinen ersten größeren Auftrag zu erhalten. 

„Es unterliegt nun wohl keinem Zweifel, daß die hiesigen alten und gewieften Meister, wie zum Beispiel die Professoren Friedrich Drake, Albert Wolff, Gustav Blaeser und andere, einen solchen Auftrag nicht zurückweisen würden. Allein dieselben arbeiten nicht mehr um der Ehre willen, wie ein junger vorwärtsstrebender Künstler tun muß, sondern kann wohl annehmen, daß der Kostenpunkt hier einen erheblichen Unterschied machen würde. Mir, dem jungen Mann, der sich ohne Überhebung sagen darf, in seiner Kunst so weit vorgeschritten zu sein, um sich mit Ernst und einiger Hoffnung auf Erfolg einer solchen Aufgabe widmen zu können, würde das Moltke-Denkmal eine Lebensfrage sein und Ew. Hochwohlgeboren werden mir wohl glauben, daß ich meine Ehre sicherlich nicht so leicht auf die Waage legen werde.“

Ein nicht unwesentlicher Pluspunkt für den jungen Künstler war überdies, dass mit Friedrich Eggers und Richard Lucae zwei seiner (ehemaligen) Lehrer und Förderer im Denkmalsausschuss saßen. Vermittelt durch Eggers erhielt Brunow im Juni 1871 die Gelegenheit, Helmuth von Moltke in dessen Berliner Wohnung porträtieren zu dürfen.
Eine daraufhin entstandene Büste ist als Vorarbeit zum Denkmal zu sehen und machte den Künstler, der einige Exemplare der Büste in Marmor, Bronze und Gips verkaufen konnte, in der Öffentlichkeit bekannt. Im Oktober arbeitete Brunow intensiv an verschiedenen Modellen. Im Juni 1873 erhielt er endlich den ersehnten Vertrag. Im Frühjahr 1874 waren die Hilfsmodelle im Maßstab von 1:3 fertig und konnten von der Denkmalskommission begutachtet und genehmigt werden. Das Gussmodell des Standbildes war im Februar 1875 vollendet und verblieb vor dem Guss in der renommierten Kunstgießerei Hermann Gladenbeck noch einige Monate im Atelier, wo es u. a. von Kaiser Wilhelm I. mit Gattin und Kronprinzen wohlwollend in Augenschein genommen wurde. Den Sockel aus rotem Granit fertigte die renommierte Berliner Firma Kessel & Röhl.

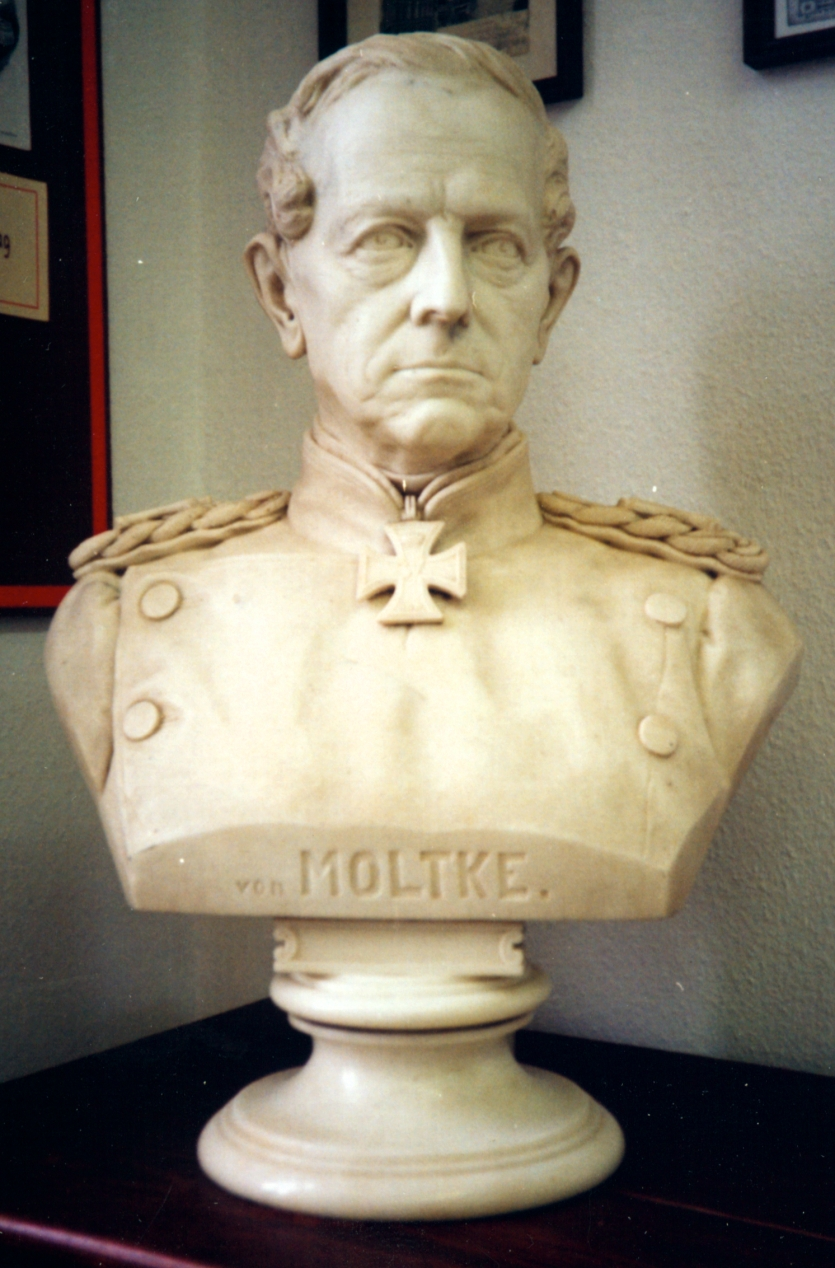
Marmorbüste (1875)
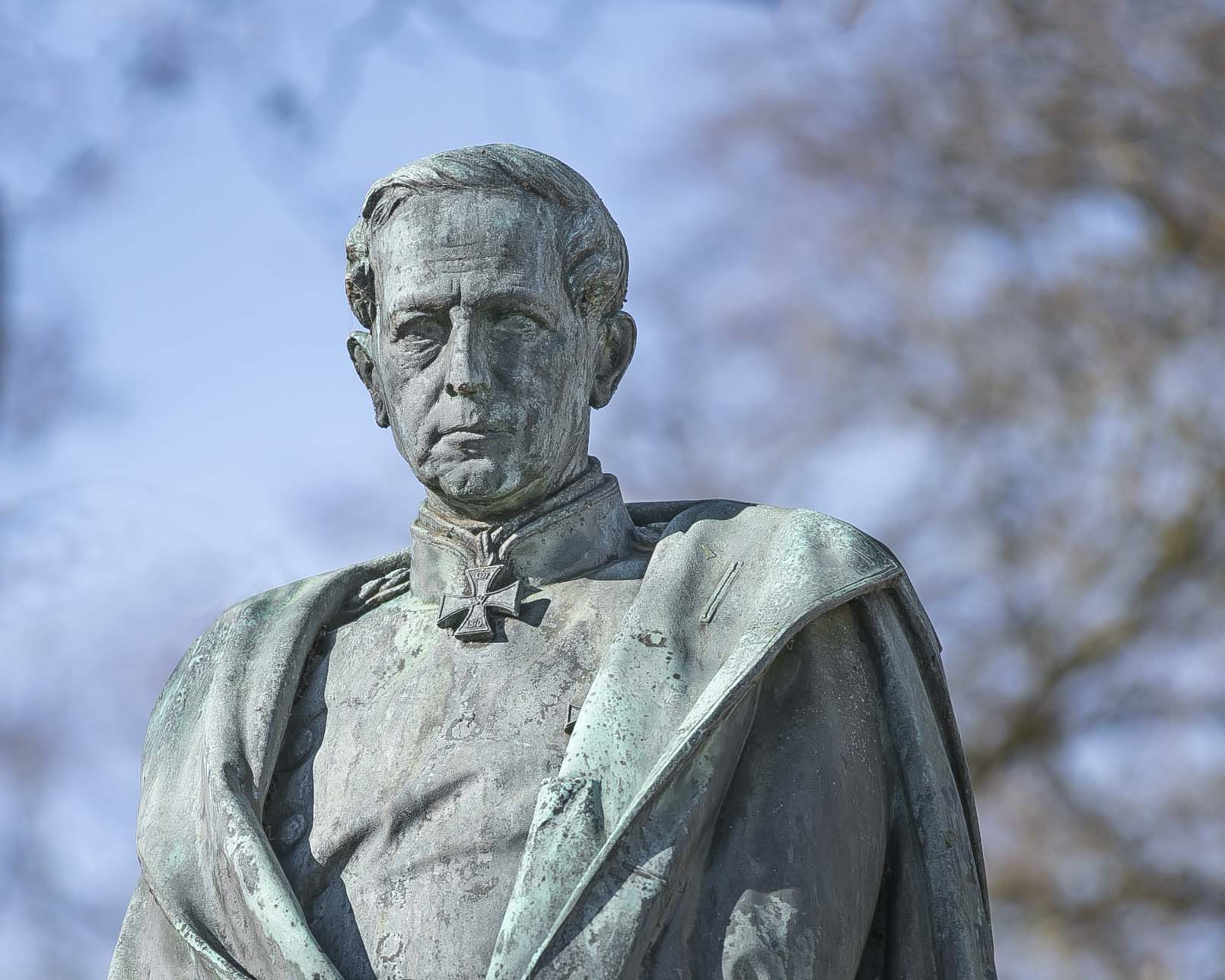
Denkmal

## Einweihung
Die feierliche Enthüllung des Denkmals war von einem eigens gebildeten Festausschuss für den 2. Oktober 1876 festgesetzt worden. Der Tag begann um 7:00 Uhr mit vollem Glockengeläut der Kirchen. Ein großer Festzug durch die Stadt endete um 12:00 Uhr am Denkmalsplatz. Zu den Feierlichkeiten fanden sich zahlreiche Gäste ein, darunter natürlich die führenden Mitglieder der großherzoglichen Familie, voran Friedrich Franz II., und Mitglieder der Familie von Moltke mit Ludwig von Moltke als Bruder des Geehrten an der Spitze. Helmuth von Moltke konnte nicht teilnehmen, schickte aber seine persönlichen Grüße und Glückwünsche: 

„Es ist mir dabei eine besondere Freude, daß Eure Königliche Hoheit nicht nur meinen Bruder, sondern auch den jungen Künstler ausgezeichnet haben, dessen Talent der mecklenburgischen Heimath alle Ehre macht.“

 Er holte aber einen Besuch in Parchim und am Denkmal am 26. November 1876 nach. Neben weiteren Ehrengästen, darunter natürlich auch Bildhauer Brunow, waren zahlreiche Militärs und Truppeneinheiten Großherzoglicher und Moltke’scher Regimenter, die Kriegervereine der Region sowie mehrere Tausend Zuschauer aus der Bevölkerung anwesend. Die Festrede hielt der Gymnasialdirektor Meyer. Daraufhin erfolgte unter Kanonendonner die Enthüllung und Übergabe des Denkmals vom Denkmalsausschuss an die Stadt „zur Obhut und Fürsorge für alle Zeiten“. Bürgermeister Friedrich Stegemann antwortete mit den Worten: 

„Mit lebhaftem Danke gegen die hochverehrten Mitglieder des Comitee, welche mit patriotischem Sinne das Werk angeregt und bis zur Vollendung gefördert haben, nimmt die Stadt Parchim durch mich dies Monument in ihre Obhut; sie wird es halten wie ein Kleinod, das ihr von dem großen deutschen Vaterlande anvertraut ist. Ein Schmuck, eine Ehre unserer Stadt wird eine unvergängliche, lebendige Erinnerung an den Geist, die Tugenden und die hohen Verdienste dessen sein, den Parchim glücklich und stolz ist, seinen großen Sohn nennen zu dürfen.“

 Nach den offiziellen Feierlichkeiten der Ehrengäste folgte ein Festessen im Wallhotel. Bildhauer Ludwig Brunow erhielt für sein erstes Denkmal das Verdienstkreuz in Gold des Hausordens der Wendischen Krone. Eigens zur Denkmalsenthüllung wurde auch eine Erinnerungsmedaille geprägt. Ein Gipsabguss des Hilfsmodells wurde 1877 im Rahmen einer Trophäengruppe in der Ruhmeshalle des Schweriner Arsenals aufgestellt. Der Verbleib der Figur nach Auflösung der Ruhmeshalle 1922 ist nicht geklärt. Teile der Sammlung kamen in die militärhistorische Ausstellung in das Schweriner Schloss und sind dort 1945 größtenteils zerstört, geplündert oder als Beutekunst an unbekannten Ort gebracht worden.

## Geschichte nach 1945
Das Moltkedenkmal überstand die „Metallspende“-Aktionen im Zweiten Weltkrieg unbeschadet, war aber nach Kriegsende auf Antrag antifaschistischer Gruppen der Stadt vom Abriss bedroht. Dafür musste jedoch der sowjetische Stadtkommandant, General Gussow, seine Zustimmung geben, die er verweigerte. „Der Künstler hat den General nicht in der Heldenpose des Siegers dargestellt. Wie er hier steht und über die Grabhügel der russischen Offiziere zu seinen Füßen blickt (Anm.: die Gräber wurden später umgebettet), ist es der Große Schweiger, wie er genannt wurde, der über Krieg und Frieden nachdenkt.“ Auch nach der Umbenennung des Moltkeplatzes in Platz der Arbeit blieb das Denkmal dort stehen, wurde aber bei politischen Demonstrationen (insbesondere zum 1. Mai und 7. Oktober) mit riesigen Transparentwänden verhüllt.

## Stellenwert
Brunow setzte mit seinem Denkmal des Generalfeldmarschalls wesentliche Akzente für alle nachfolgenden Moltke-Denkmäler. 

„Von Brunow stammt die von der Mehrzahl der folgenden Moltke-Interpreten übernommene charakteristische Handhaltung, das Übergreifen der einen (meist linken) Hand auf das Handgelenk der anderen. Dadurch wird der Eindruck voller Konzentration erzeugt, die Tendenz, den Militär als Geistesheroen zu verstehen, verstärkt und das nach außen gerichtete Pathos etwa eines Blücher in innere Sammlung verwandelt. (…) Gegenüber dem ‚Eisernen Kanzler’ erscheint der ‚große Schweiger’, der doch die militärischen Siege von 1866 und 1870/71 zu verantworten hatte und beim Krieg gegen Dänemark die entscheidende Wende erzwang, als Intellektueller.“

Das Standbild in Parchim ist das erste und einzige noch zu Lebzeiten Moltkes errichtete und steht heute unter Denkmalschutz. Überdies wurde 1994 in Moltkes Geburtshaus in Parchim eine Gedenkstätte eingerichtet, in der u. a. auch eine von Ludwig Brunow modellierte Moltkebüste in Marmor (datiert 1875) ausgestellt ist.

## Anekdoten
Aus einem Nachruf auf den Künstler ist folgende Begebenheit überliefert: 

„Für die Herstellung des Standbildes erbat sich Brunow einige Kleidungsstücke Moltkes und erhielt denn auch einen Mantel, ein Paar Stiefel und einiges Zubehör. Gern hätte nun der junge Künstler die Sachen als teure Reliquien zurückbehalten, und er machte vorläufig keine Anstalten, sie wieder abzuliefern, da sie materiell wertlos und nicht mehr zu benutzen waren. Aber er hatte die Rechnung ohne den Wirt gemacht. Nach längerer Frist schickte der Feldmarschall einen Diener und ließ sich den alten Mantel zurückholen, der ihm noch gute Dienste tue, indem er ihn bei kaltem Wetter als Bettdecke benutzt. Schnell mußte nun der alte Mantel, den man, damit er schönere Falten werfe, des Unterfutters beraubt hatte, wieder instand gesetzt werden. Den Stiefeln wurde nicht nachgefragt, und sie konnten so gerettet werden. Allein, 'unrecht Gut gedeiht nicht', pflegte der Meister zu sagen, wenn er in späteren Jahren die Geschichte zum Besten gab, 'sie wurden mir gestohlen'.“

Im Bericht von der Enthüllungsfeier erfahren wir auch von einer zutiefst menschlichen Begebenheit: 

„In diesem Gewirre beobachteten wir eine Szene, die uns das Herz mächtig ergriff, und welche wir nicht verschweigen mögen, selbst auf die Gefahr hin, indiscret zu erscheinen. Der Künstler Brunow trat an seine alte Mutter, für welche in der ersten Reihe der Damentribüne ein Platz von der Comitte reserviert war, den Glanz des höchsten Glücks in seinen Augen, heran, reichte ihr die Hand und streichelte ihr die Wangen, und helle Tränen strömten dabei der alten Frau aus den Augen. Wir können uns vorstellen, welch ein unaussprechliches Glück ihre Mutterbrust bewegte, als sie ihren Sohn die Früchte seiner treuen, redlichen Arbeit hatte ernten sehen, und nicht vielen Eltern ist es beschieden, das an ihren Kindern zu erleben, was diese Mutter heute in ihrem Sohn erlebt hatte.“